# تشيمبالا
ليوري خوسيه تيخيدا بريتو ، المعروف موسيقيًا باسم تشيمبالا ،  هو مغني راب ومغني دومينيكي للموسيقى الحضرية من سانتو دومينغو . 